# Osvald Moberg
Karl Osvald „Moppe” Moberg (Stockholm, 1888. szeptember 14. – Stockholm, 1933. december 22.) olimpiai bajnok svéd tornász.
Részt vett az 1908. évi nyári olimpiai játékokon, egy torna versenyszámban, a csapat összetettben és a svéd válogatottal aranyérmes lett.